# Артур Ахляйтнер
Артур Ахляйтнер (нім. Arthur Achleitner; 16 серпня 1858 — 29 вересня 1927) — німецький письменник.

## Біографія
Народився у гірському місті Штраубінгу (Баварія) у вчительській родині, батько Інокентій Ахляйтнер був також був співаком у церковному хорі. У дитинстві Артур вперше занурився у світ гір. Батьки ж хотіли, щоб син також обрав професію вчителя і після закінчення гімназії відправили його на навчання в університеті до Зальцбургу. Однак невдовзі батько помер, Артур кинув навчання і відправився у мандри по Європі. Зі своєї першої поїздки уздовж Рейну і Дунаю аж до Чорного моря, він посилав захоплюючі статті і дотепні фейлетони до декількох великих газет. Таким чином він не тільки фінансував поїздку, але й опанував красне письменство. Особливу увагу звернула на нього газета «Зюддойче Прессе», запропонувавши місце редактора. На цій посаді він працюв поки існувала газета, після хого жив у Мюнхені як вільний письменник.
У літні місяці він мандрував по горах Баварії, Тіролю і Штирії, а в зимовий час як пристрасний мисливець був бажаним гостем у елітних мисливських угіддях. Це його досвід відбився на тематиці його творів, особливо в його мисливських оповіданнях. У 1897 р. герцог ангальтський присвоїв йому звання професора, а три роки по тому, в 1900 році — надвірного радника. Ще через три роки, у 1903, Ахляйтнер вже був таємним надвіоним радником. Помер у Мюнхені, там же і похований.

## Відомі твори
- Amor im Hochland (1899) — «Любов у горах»
- Fels und Firn (1895) — «Скелі і вічні сніги»
- Geschichten aus den Bergen (1889—1895) — «Оповідання з гір»
- Im grünen Tann (1897) — «В зеленім борі»
- Das Schloß im Moor (1903) — «Замок на болоті»
- Fröhliches aus dem Leben (1919) — «Радісне з життя»
- Skizzen aus Kroatien (1920) — «Есеї з Хорватії»